# ARL5C
ARL5C (англ. ADP ribosylation factor like GTPase 5C) – білок, який кодується однойменним геном, розташованим у людей на 17-й хромосомі. Довжина поліпептидного ланцюга білка становить 179 амінокислот, а молекулярна маса — 20 591.
| 10         |  | 20         |  | 30         |  | 40         |  | 50         |
| ---------- |  | ---------- |  | ---------- |  | ---------- |  | ---------- |
| MGQLIAKLMS |  | IFGNQEHTVI |  | IVGLDNEGKT |  | TILYRFLTNE |  | VVHMCPTIGS |
| NVEEIILPKT |  | HFFMWDIVRP |  | EALSFIWNTY |  | YSNTEFIILV |  | IDSTDRDRLL |
| TTREELYKML |  | AHEALQDASV |  | LIFANKQDVK |  | DSMRMVEISH |  | FLTLSTIKDH |
| SWHIQGCCAL |  | TREGLPARLQ |  | WMESQAAAN  |  |            |  |            |

A: Аланін

C: Цистеїн

D: Аспарагінова кислота

E: Глутамінова кислота

F: Фенілаланін

G: Гліцин

H: Гістидин

I: Ізолейцин

K: Лізин

L: Лейцин

M: Метіонін

N: Аспарагін

P: Пролін

Q: Глутамін

R: Аргінін

S: Серин

T: Треонін

V: Валін

W: Триптофан

Кодований геном білок за функцією належить до ліпопротеїнів. 
Білок має сайт для зв'язування з нуклеотидами, ГТФ. 